# Accord de Taëf
L'accord de Taëf (en arabe: اتفاق الطائف) est un traité inter-libanais signé le 22 octobre 1989, destiné à mettre fin à la guerre civile libanaise qui dure depuis 1975. Il est présenté comme une tentative de restauration de la paix par un cessez-le-feu et par la réconciliation nationale. Négocié à Taëf en Arabie saoudite, il  est le résultat des efforts politiques d'un comité composé du roi Hassan II du Maroc, du roi Fahd d'Arabie saoudite et du président Chadli d'Algérie, avec le soutien de la diplomatie américaine.

## Réactions à l’accord
Les députés libanais, élus en 1972, négocient dans la ville saoudienne de Taëf en octobre 1989 les accords qui devront mettre fin à la guerre, sous l’égide d’une commission tripartite arabe formée de l’Arabie saoudite, du Maroc et de l’Algérie. Le général Michel Aoun – alors Premier ministre intérimaire et commandant en chef de l’armée libanaise – refuse l’accord, le considérant comme ayant entériné la présence de l’armée syrienne au Liban et disant : « Les députés ne sont pas habilités à conclure des traités avec des pays étrangers, cela est du ressort du gouvernement », et dissout le Parlement.
Lors de l’établissement de l’accord de Taëf, beaucoup d’autres opposants libanais le dénoncent, et quelques personnalités politiques de premier plan font connaître leur opposition :
- Les communautés chiite et druze sont déçues par cet accord, car il ne remet pas en cause le Pacte national de 1943, qui est à peine retouché au seul profit de la communauté sunnite – d’ailleurs, de façon globale, il n’y a pas d’évolution au niveau du système confessionnel, de la répartition des pouvoirs et de l’armée libanaise.
  - Nabih Berri, chef de la communauté chiite, juge que cet accord « scandaleux » ne le concerne ni ne l’engage en rien.
  - Walid Joumblatt, chef de la communauté druze, estime que « la réunion de Taëf ne servira à rien. Ces vieux députés libanais ne représentent d’ailleurs rien, si ce n’est l’ancien régime, dont nous ne voulons plus », Mais il confie dès le 23 octobre 1989 au journal Le Figaro : « Je vais être convoqué cette semaine à Damas, on va me dire d’accepter l’accord, je n’ai pas le choix ».
- Selon Raymond Eddé, député chrétien en exil à Paris : « En 1976, le Liban était passé sous « mandat » syrien. Depuis le document dit d’“entente nationale”, le Liban est devenu une colonie syrienne ».

## Suites de l'accord
Les points traités dans l'accord sont restés en partie lettre morte à ce jour. Le Liban ne poursuit finalement pas le désarmement de plusieurs groupes armés, comme l'Armée du Liban sud (ALS) (alliée d'Israël), qui n'est dissoute qu'en 2000, ainsi que plusieurs groupes palestiniens qui résident dans des camps de réfugiés. Ces derniers justifient leur refus de désarmer par le besoin de se protéger d'Israël. Enfin, le Hezbollah opère toujours au sud du Liban avec un soutien d'une partie de la population, mais ces actions contre Israël ont amené certains observateurs, dont des représentants du gouvernement libanais, à considérer qu'il ne s'agit pas d'une milice mais d'un mouvement de résistance, tandis qu'au contraire une partie de l'opposition libanaise estime qu'il s'agit d'une milice qui doit être désarmée dans le cadre de l'accord de Taëf, désarmement auquel la plupart des observateurs, y compris le Hezbollah, aspirent une fois le litige avec Israël sur les fermes de Chebaa clos.
La Syrie soutient que selon l'accord de Taëf, son retrait ne peut se décider qu'avec l'agrément du Liban. Elle sera néanmoins forcée de retirer du Liban ses 14 000 soldats et 4 000 membres des services secrets en 2005 à la suite de l'assassinat de Rafiq Hariri - pour lequel elle est fortement soupçonnée - et à la Révolution du cèdre qui s'en est ensuivi, et décide finalement en mars 2005 un retrait total (incluant les services de renseignement) qui se termine le 26 avril. Toutefois, les États-Unis et l'ONU ne croient pas à l'évacuation des services de renseignements syriens et annoncent des missions d'inspections supplémentaires. Pour finir, le retour des déplacés n'a pu être accompli que partiellement faute de fonds d'indemnisation, mais aussi par endroits, par le fait que la « mixité » confessionnelle induite par ces déplacements de population n'était pas réalisable sans engendrer de nouvelles tensions.
D'autres points de l'accord n'ont également pu être réalisés que partiellement ou tardivement, comme l'aboutissement au retrait d'Israël de zones du sud Liban qui eut lieu en 2000, à l'exception du territoire contesté des fermes de Chebaa.
En août 1990, l'accord est entériné par le Parlement libanais et devient partie de la Constitution libanaise. En octobre de la même année, le général Michel Aoun tente d'étendre son contrôle aux régions chrétiennes contrôlées par les Forces libanaises, mais l'invasion du Koweït par l'Irak précipite sa fin : les États-Unis donnent le feu vert à la Syrie en échange de son soutien à la guerre du Golfe. La guerre civile cesse avec l'éviction du général Aoun, à l'issue d'une offensive menée par l'armée syrienne et des éléments dissidents de l'armée libanaise.
L'accord de Taëf est suivi de la signature en 1991 d'un Traité de fraternité, de coopération et de coordination entre le Liban et la Syrie. Pour beaucoup de Libanais, cet accord n'a finalement été que l'officialisation de l'annexion du Liban.